# Tscheyeck
Tscheyeck är en bergstopp i Österrike.   Den ligger i distriktet Landeck och förbundslandet Tyrolen, i den västra delen av landet, 500 km väster om huvudstaden Wien. Toppen på Tscheyeck är 2 670 meter över havet, eller 54 meter över den omgivande terrängen. Bredden vid basen är 0,68 km.
Terrängen runt Tscheyeck är bergig västerut, men österut är den kuperad. Runt Tscheyeck är det glesbefolkat, med 15 invånare per kvadratkilometer.. Närmaste större samhälle är Pfunds, 8,7 km norr om Tscheyeck. 
Trakten runt Tscheyeck består i huvudsak av gräsmarker.